# Egil Lærum
Egil Lærum (Vikersund, 11 agosto 1921 – 27 novembre 1954) è stato un calciatore norvegese, di ruolo centrocampista.
Atleta versatile, praticò anche pallamano, bandy, ginnastica, nuoto e corsa con i cani da slitta. Proprio per questo, ricevette l'Egebergs Ærespris nel 1950.

## Carriera

### Club
Lærum vestì le maglie di Larvik Turn e Vålerengen. La sua attività agonistica si interruppe nel 1954, anno in cui morì dopo una lunga malattia.

### Nazionale
Giocò 16 partite per la Norvegia. Esordì il 16 giugno 1946, nella vittoria per 2-1 sulla Danimarca.